# 서귀포축구센터
서귀포축구센터는 제주특별자치도 서귀포시에 위치한 under-18 유형의 유소년 축구단이며, 2022년에 창단 하였다. 